# Dollard-Des-Ormeaux
Dollard-Des Ormeaux (también denominada Dollard a secas) es una ciudad de la aglomeración de Montreal, en la región administrativa de mismo nombre en la provincia canadiense de Quebec.
Con una superficie de 15,10 km², Dollard-Des Ormeaux se encuentra en el oeste de la isla de Montreal, y limita con Montreal (arrondissements de Pierrefonds-Roxboro y Saint-Laurent), Dorval, Pointe-Claire y Kirkland.
La ciudad toma su nombre del héroe francés Adam Dollard des Ormeaux. Hasta el 31 de diciembre de 2001 el nombre oficial de la ciudad era Dollard-des-Ormeaux, grafía que aún hoy se usa.

## Historia
El territorio que actualmente ocupa el municipio de Dollard-Des Ormeaux formó parte inicialmente de la parroquia de Sainte-Geneviève, fundada en 1741. Posteriormente, la parroquia sufrió una serie de divisiones y Dollard-Des Ormeaux se convirtió en un municipio independiente en 1924, después de la decisión de la parroquia de imponer una tasa por las mejoras realizadas en los caminos. El nuevo municipio recibió el nombre de Dollard-Des Ormeaux a propuesta del notario Ernest Jamin, que encontraba que el espíritu orgulloso de sus habitantes encajaba con el carácter de la figura histórica Adam Daulac, más conocido como Adam Dollard des Ormeaux.
En 1960, Dollard-Des Ormeaux se convirtió en una ciudad, adhiriéndose en 1970 a la Comunidad Urbana de Montreal. Durante la década de los sesenta, Dollard-Des Ormeaux empezó a desarrollarse como una ciudad dormitorio de Montreal. En 1961, había unos 1800 residentes. Diez años más tarde, la población era ya de 25.000 habitantes.

## Población
Según el censo de 2011, la población de Dollard-Des Ormeaux era de 49 637 habitantes. En el censo anterior, el de 2006, el número de habitantes de Dollard-Des Ormeaux era de 48 930, lo que supone un crecimiento demográfico del 1,4% entre 2006 y 2011.
Tradicionalmente, Dollard-Des Ormeaux, como otros municipios del oeste de la isla de Montreal, había sido residencia de ciudadanos de habla inglesa y confesión protestante. Ahora bien, esta afirmación ya no se corresponde con la realidad actual, pues se ha convertido en una ciudad multicultural.
En 2011, el inglés continuaba siendo la lengua materna mayoritaria entre la población de Dollard-Des Ormeaux, pero al contrario de lo que sucede en otros municipios del oeste de la isla de Montreal, el porcentaje de anglófonos ya no llega al 50%. De acuerdo con la terminología utilizada por Statistics Canada, la agencia federal encargada de la elaboración del censo, se entiende por lengua materna la primera lengua aprendida en casa durante la infancia y aún comprendida en el momento de elaborarse el censo.
| Lengua materna   | Porcentaje en 2001 |
| ---------------- | ------------------ |
| Inglés           | 45,72%             |
| Francés          | 19,07%             |
| Inglés y francés | 0,96%              |
| Otras lenguas    | 34,25%             |

Destaca la fuerte presencia de habitantes que tienen una lengua materna distinta del francés o el inglés, que se conocen en Quebec por el nombre de alófonos.
En cuanto a las diferentes religiones profesadas por los habitantes de Dollard-Des Ormeaux, cabe mencionar el hecho que el protestantes ya no son la comunidad más numerosa. La relación de confesiones religiosas presentes en el municipio, por orden de fieles, es la siguiente:
| Religión                 | Porcentaje en 2001 |
| ------------------------ | ------------------ |
| Católicos                | 39,34%             |
| Judíos                   | 21,14%             |
| Protestantes             | 12,72%             |
| Cristianos ortodoxos     | 7,93%              |
| Musulmanes               | 5,47%              |
| Hindúes                  | 2,96%              |
| Otros cristianos         | 1,95%              |
| Sikhs                    | 1,48%              |
| Budistas                 | 0,93%              |
| Otras religiones         | 0,17%              |
| Sin afiliación religiosa | 5,93%              |

## Administración local
La comunidad de Dollard-Des Ormeaux se convirtió en un barrio de la ciudad de Montreal el 1 de enero de 2002, como consecuencia de una ley de la Asamblea Nacional de Quebec. En esta fecha, entró en vigor la ley que establecía la fusión de todos los municipios situados en la isla de Montreal, así como de algunas islas adyacentes, que componían hasta entonces la Comunidad Urbana de Montreal, con la antigua ciudad. Dollard-Des Ormeaux pasaba así a formar parte del nuevo arrondissement (distrito) de Dollard-Des Ormeaux-Roxboro, junto con el municipio de Roxboro.
Esta fusión, sin embargo, no fue bien recibida por la población de todos los nuevos barrios de Montreal. Posteriormente, con el acceso de los liberales al gobierno quebequés, se organizó un referéndum sobre la segregación de los municipios fusionados. Esta consulta tuvo lugar el 20 de junio de 2004 en Dollard-Des Ormeaux y en otros veintiún antiguos municipios. De éstos, quince (entre ellos Dollard-Des Ormeaux) votaron a favor de volver a ser municipios independientes. Esta segregación entró en vigor el 1 de enero de 2006.
Ahora bien, Dollard-Des Ormeaux no ha recuperado todas las competencias de que disponía antes de la fusión. Algunas, denominadas competencias de aglomeración, son gestionadas por el Consejo de aglomeración, formado por la ciudad de Montreal y los municipios segregados.
Actualmente, el alcalde de Dollard-Des Ormeaux es el independiente Edward Janiszewski. El alcalde y los ocho consejeros municipales (uno por cada distrito en que se divide Dollard-Des Ormeaux) forman al Consejo Municipal, el principal órgano director y decisorio de la ciudad. Las últimas elecciones municipales se celebraron el 6 de noviembre de 2005, poco antes de la entrada en vigor de la segregación de Dollard-Des Ormeaux respecto de Montreal.